# Fausto Longo
Fausto Guilherme Longo (Amparo, 22 luglio 1952) è un politico italiano.

## Biografia
Nato in Brasile nello stato di San Paolo da una famiglia di immigrati italiani originari nei dintorni di Padova, di professione architetto e urbanista, è membro del Partito Socialista Italiano.
Lavora come gestore della Ação Regional nella Fiesp – Federação das Indústrias do Estado de São Paulo, dove è anche presidente della Associação dos Funcionários. È stato assessore al Turismo di Piracicaba, delegato di Embratur per la Região Sul e presidente del Conselho do Instituto Paulista de Viniviticultura.
È stato candidato alle amministrative nel 1982 per il PMDB a Piracicaba.
Alle elezioni politiche del 2008 si candida per il PSI alla Camera dei deputati in America meridionale e ottiene 1 377 preferenze, non risultando eletto.

### Elezione a senatore
Nelle successive elezioni del 2013, grazie a un accordo è inserito invece nelle liste del Partito Democratico per il Senato e, ottenendo 29 077 preferenze, risulta eletto. Aderisce al gruppo misto, tra i non iscritti.

### Elezione a deputato
Nelle elezioni del 2018 è sempre inserito nelle liste del Partito Democratico per la Camera dei deputati in quota Psi, risultando eletto. Aderisce subito al gruppo misto, di cui ricopre la carica di tesoriere.
Ha annunciato di votare "no" nel referendum del settembre 2020 sul taglio dei parlamentari perché "non si tratta di una riforma seria"

## Controversie
Il 17 agosto 2018 il direttore del TG LA7 Enrico Mentana denuncia sulla sua pagina Facebook come Longo, sebbene già membro della Camera dei Deputati italiana, sia candidato per la Camera dei Deputati brasiliana, in occasione delle elezioni generali brasiliane del 2018, con il Movimento Democratico Brasiliano. Longo replica il giorno successivo con un comunicato, nel quale annuncia che, in caso di elezione al parlamento brasiliano, si dimetterà da quello italiano. A ottobre viene raggiunto a Piracicaba dal giornalista del programma Le Iene Cizco ma non risponde alle domande insistenti. Avendo ottenuto 9.042 voti, arriva 278º e quindi non risulta eletto dato che solo i primi 70 vengono eletti nel parlamento federale. Resta quindi a Montecitorio.